# 向田直範
向田 直範（むかいだ なおのり、1946年 - ）は、日本の法学者。弁護士。専門は、消費者法・経済法。北海学園大学名誉教授。小樽市出身

## 来歴
1970年 小樽商科大学商学部卒業。1976年 北海道大学大学院法学研究科博士課程単位取得満期退学（指導教授：丹宗暁信）。
1976年 北海学園大学法学部講師に就任。1979年同法学部助教授。1989年同法学部教授。2002年同学生部長。2008年同法学部長。2015年北海学園大学定年退職。同名誉教授。
2015年弁護士登録。同大学院法学研究科非常勤講師・同法科大学院非常勤講師（「消費者と法」担当、2019年まで）。北海商科大学商学部非常勤講師（2016年まで）。
この他に、学校法人北海学園監事や、中道リース社外取締役、北洋銀行社外取締役にも就く。また、日本経済法学会理事や、適格消費者団体認定NPO法人消費者支援ネット北海道2代理事長も務めた。

## 研究対象
- 景品表示法や、消費者保護と規制緩和や消費者保護と広告規制などの消費者保護法にとどまらず、東アジアでの経済法の運用の研究など幅広く研究展開している。

## 主な著書
- 経済法学会編『不公正な取引方法』（商事法務研究会、1985年）
- 丹宗暁信・畠山武道・稗貫俊文・和田健夫・來生新と共著『論争独占禁止法』（共著、風行社、1994年）
- 稗貫俊文・和田健夫・岸井大太郎ほか共著『経済法』（有斐閣、第8版補訂2019年・初版1996年）
- 稗貫俊文ほか共著『競争法と消費者法の基礎理論』（共著、嵯峨野書院、1996年）
- 實方謙二・厚谷襄児・稗貫俊文・和田健夫と共編『教材・解説独占禁止法』（弘文社、1996年初版・2001年第2版）
- 糸田省吾・厚谷襄児・稗貫俊文・和田健夫と共編『条解　独占禁止法』（弘文社、1997年）
- 丹宗暁信ほか編『独占禁止手続法』（分担執筆、有斐閣、2002年）
- 稗貫俊文編『競争法の東アジア共同市場』（分担執筆、日本評論社、2008年）